# Lluís Sales Boli
Lluís Sales Boli (Castelló de la Plana, 13 de febrer de 1908 - 4 de desembre de 1981) va ser un pintor, folklorista i escriptor valencià.
L'any 1931 va començar a publicar poesia al Butlletí de la Societat Castellonenca de Cultura i, a partir de 1932 va iniciar la publicació a la mateixa revista dels seus primers contes. La seua novel·la curta Fontrobada és la seua obra més recordada. Narra amb nostàlgia els dies d'infantesa passats a L'Anglesola, inserint-hi el contrast idiomàtic del dialecte aragonès. La narrativa de Sales Boli, tant en el conte com en la seua única novel·la és de caràcter costumista i sentimental.
En l'ambit del folklore va participar en la creació i organització de les Festes de la Magdalena de Castelló de la Plana tal com les coneixem avui dia. Va ser el creador del vestit de castellonenca i va organitzar el primer Pregó de les festes, en companyia de Manuel Segarra Ribés. Va participar en l'elaboració dels decorats per a l'estrena de l'òpera La filla del Rei Barbut de Matilde Salvador i Manuel Segarra Ribés. Va ser un dels signataris de les Normes de Castelló.